# Една единица и една двойка
„Една единица и една двойка“ (на китайски: 一一; на пинин: Yī Yī) е американски филм от 2000 година, семейна драма на режисьора Едуард Ян по негов собствен сценарий.
Филмът е сниман в Тайван и Япония с предимно тайвански екип. В центъра на сюжета са бизнесмен и съпругата му, преживяващи криза на средната възраст, както и тяхното семейство - необщителен син, дъщеря тийнейджърка, лекомислен брат, умираща майка. Главните роли се изпълняват от У Ниенджън, Илейн Дзин, Исеи Огата, Кели Ли, Джонатан Чан.
„Една единица и една двойка“ е номиниран за „Златна палма“ и получава наградата за режисура на Кинофестивала в Кан, номиниран е и за „Сезар“ и Европейска филмова награда за чуждестранен филм.